# Alois Chytil
Alois Chytil (21. června 1877 Kurovice – 12. ledna 1949 Praha) byl český redaktor a statistik, vydavatel adresářů, místopisů a turistických map.

## Život
Pocházel z početné rolnické rodiny, ale podařilo se mu absolvovat gymnázium a posléze i Univerzitu Karlovu, kde studoval historii a geografii. V roce 1910 založil vydavatelství místopisů, pohlednic a adresářů a tato jeho činnost postupně dosáhla celostátního rozsahu.
Krátce po vzniku Československa, v prosinci 1918, se přestěhoval do Vysokých Tater, kde se usadil na Štrbském Plese a později v Horním Smokovci. Zde setrval téměř 30 let a věnoval se nejprve záchraně místního lázeňství a později propagaci regionu v českých zemích a rozvoji turismu a sportovních aktivit. Tomu napomáhal svou bohatou vydavatelskou činností (obrazy, pohlednice, fotografie, fotoalba, skládačky, letáky, prospekty, adresáře, mapy, průvodce).
Po vyhlášení Slovenské republiky byl v roce 1939 zatčen, ale jako nevinný propuštěn. Po skončení druhé světové války se kvůli zdravotním problémům vrátil do Čech a působil v Mariánských Lázních. Zemřel náhle při návštěvě u svého bratra v Praze 12. ledna 1949.

## Dílo
- Chytilův úplný adresář […]

Chytilova národnostní mapa Moravy

- Chytilův místopis Republiky československé
- Chytilův průvodce po Vysokých Tatrách
- Národnostní mapa Moravy (1906)

### Chytilův úplný adresář
Na počátku 20. století sestavil Alois Chytil se svými spolupracovníky řadu průběžně aktualizovaných adresářů českých zemí (po roce 1918 rovněž Slovenska). Tyto adresáře obsahují informace o množství a národnostním složení obyvatelstva obcí, členech obecních zastupitelstev, obchodnících či řemeslnících v místě působících a slouží dnes jako cenná pomůcka badatelům v oblasti regionální historie i genealogie. Ve svazku z roku 1915, kdy probíhala první světová válka, obhajoval autor adresáře jeho vydání úmyslem, „aby podnikání v řemesle, živnostech, obchodě i průmyslu dostalo se včas orientační pomůcky, když naše zem nyní zbavena jest možností vývozu a omezeni jsme jen na odbytiště domácí…“. Celkový rozsah vydaných adresářů jsou tisíce stran a několik kilogramů papíru. Kromě adres obsahuje místy též různé přehledové tabulky a inzerci.
Nákladem Aloise Chytila vyšly mj. tyto svazky adresářů:

#### Čechy
- CHYTIL, Alois. Chytilův úplný adresář království Českého. Svazek Obvod obchodní a živnostenské komory v Praze. Praha: Alois Chytil, 1912. 1647 s.
- CHYTIL, Alois. Chytilův úplný adresář království Českého. Svazek Obvod obchodní a živnostenské komory v Praze.. Obvod kraj. soudu v Kutné Hoře : zabírá soudní okresy: Německý Brod, Čáslav, …. Praha: Alois Chytil, 1912. 358 s.
- CHYTIL, Alois. Chytilův úplný adresář království Českého. Svazek Obvod obchodní a živnostenské komory v Liberci. Praha: Alois Chytil, 1914. 1638 s.
- CHYTIL, Alois. Chytilův úplný adresář království Českého. Svazek Obvod obchodních komor v Č. Budějovicích, v Plzni a v Chebu. Rokycany: Alois Chytil, 1915. XIII, 1665 s.
- CHYTIL, Alois. Chytilův adresář sídelního města Prahy. Praha: Alois Chytil, 1919. 174 s.
- CHYTIL, Alois. Chytilův adresář hl. města Prahy. Svazek Část 1.. Praha: Alois Chytil, 1924. xx, xvi, 832 s.
- CHYTIL, Alois. Chytilův adresář hl. města Prahy. Svazek Část 2.. Praha: Alois Chytil, 1925. 16, 2254 s.

#### Morava
- CHYTIL, Alois. Chytilův úplný adresář Moravy. Brno: Alois Chytil, 1911. 1336 s.
- CHYTIL, Alois. Chytilův úplný adresář Moravy a Slezska. Svazek Morava. Praha: Alois Chytil, 1924. 30, 1870 s.

#### Slezsko
- CHYTIL, Alois. Chytilův úplný adresář Moravy a Slezska. Svazek Slezsko. Praha: Alois Chytil, 1925. 360 s.

#### Slovensko
- CHYTIL, Alois. Chytilův úplný adresář Slovenska. Svazek Města a sídla župních a okresních úřadů. Praha: Alois Chytil, 1921. 717 s.

#### Ostatní
- CHYTIL, Alois. Dodatky ke svazkům Morava a Čechy: obsah. vešk. nově vzniklé protokolované firmy v Čechách a na Moravě od vyjití adresáře až do 31. prosince 1918, jakož i nově organis. ústřední úřady státní : Morava a Slezsko s obcemi na Ratibořsku a v Dol. Rakousích, pokud k republice Československé připojeny budou. Svazek Díl 4, část 2. Praha: Alois Chytil, 1918/1919. 382 s. (Chytilův Úplný adresář republiky československé).